# Rosel Neuhäuser
Rosel Neuhäuser (* 6. April 1949 in Bad Tennstedt) ist eine deutsche Politikerin (Die Linke). Sie war von 1994 bis 2002 Mitglied des Deutschen Bundestages.

## Leben
Neuhäuser besuchte die Polytechnische Oberschule und absolvierte anschließend eine Berufsausbildung zur Uhrmacherin. Sie studierte danach an der Ingenieurschule Unterwellenborn in Jena und wurde dort zur Ingenieurin für Feinwerktechnik ausgebildet. Sie arbeitete als Schichtleiterin und war wissenschaftliche Mitarbeiterin und Produktionsdisponentin im Uhrenwerk in Ruhla. Zur Zeit der Wende verlor sie ihre Arbeit und hatte keine Beschäftigung. Im Jahr 1992 wurde sie Mitarbeiterin der Interessenvereinigung Jugendweihe.
Rosel Neuhäuser ist verheiratet und hat zwei Kinder.

## Politik
Im Jahr 1969 trat Neuhäuser der SED bei, für die sie von 1970 bis 1987 Kreistagsabgeordnete war. 1986 wurde sie als Nachfolgekandidat der SED in die Volkskammer gewählt. Am 17. November 1989 rückte sie als Abgeordnete der SED in der Volkskammer nach. Nach der Wende trat sie der Nachfolgepartei der SED, der PDS bei. Im März 1990 kandidierte sie bei der Volkskammerwahl im Wahlkreis Erfurt für die PDS, der 4. Listenplatz reichte jedoch nicht für einen Sitz in der Volkskammer. Von 1991 bis 1993 war sie Kreisvorsitzende der PDS Eisenach.
Im Jahr 1994 wurde sie in den Deutschen Bundestag gewählt, dem sie für zwei Legislaturperioden bis 2002 angehörte. Von 1998 bis 2002 gehörte sie der Kinderkommission des Deutschen Bundestages an. 2004 wurde sie Vorsitzende des Kreistages im Wartburgkreis. Bei der Landtagswahl in Thüringen 2004 trat Neuhäuser im Wahlkreis Wartburgkreis III an, unterlag jedoch dem Kandidaten der CDU.